# Villars (Loire)
Villars település Franciaországban, Loire megyében. Lakosainak száma 7705 fő (2022. január 1.). Villars La Fouillouse, L’Étrat, Saint-Étienne, Saint-Genest-Lerpt és Saint-Priest-en-Jarez községekkel határos.

## Népesség
A település népessége az elmúlt években az alábbi módon változott:
| Lakosok száma | 3720 | 7529 | 8189 | 8062 | 8090 | 8016 | 7970 | 7942 | 7861 | 7705 |
|               | 1968 | 1982 | 1990 | 2006 | 2013 | 2015 | 2017 | 2019 | 2020 | 2022 |